# Yvetta Simonová
Yvetta Simonová   (Český Brod, 4 de novembre de 1928) és una cantant txeca. És habitual de la música popular txeca, que va començar a cantar com a opereta i cantant musical a l'opereta de Bratislava i més tard al teatre musical de Karlín. Només més tard es va convertir en cantant de cançons populars.

## Biografia
Prové d'una família clerical benestant. De petita, practicava ballet i piano. Després de graduar-se de l'escola de negocis, va estudiar música i cant en privat. Va començar la seva carrera artística amb l'opereta i cantant musical a Bratislava. Per primera vegada, es va casar amb el gerent de Lucerna, František Spurný. Jan Werich va canviar el seu cognom Spurná per Simonová.Vyprávění Yvetty Simonové v pořadu ČR2 Lenoška Iva Šmoldase dne 20.11.2016 Els seus altres companys de vida van ser el compositor Jaromír Vomáčka i el director d'orquestra Karel Vlach. Més tard, va començar a col·laborar amb orquestres de ball de Zdeněk Barták i J. Procházka. Des del 1958 col·labora amb l'Orquestra Karel Vlach com a principal estrella cantant.
Durant la seva vida va cantar més de 500 cançons, moltes d'elles amb la seva antiga companya cantant Milan Chladil. Als anys seixanta, va guanyar una considerable popularitat, situant-se al capdavant de l'enquesta del diari "Zlatý slavík", on va quedar segona a les llistes de popularitat el 1962, 1964 i 1965. En aquell moment, també va enregistrar un gran nombre de cançons conegudes, sovint a la ràdio i la televisió. També va cantar dues cançons per a la pel·lícula txeca Limonádový Joe aneb Koňská opera. Encara era artísticament activa i encara actuava en públic.
El 2010, a més, va rebre el "Rossinyol txec 1962", quan va quedar segona darrera Waldemar Matuška en la categoria indivisa de cantants de llavors. Des del 1984 fou la titular del títol d'artista guardonada per mèrits destacats de la música popular txecoslovaca. El 28 d'octubre de 2017, va rebre la Medalla al Mèrit del president txec Miloš Zeman.

## Cita
| « | <Es deia Yvetta Roubalová i també va cantar al grup Lištičky, que també va actuar al cafè Vltava durant l'era Jarda Malina. Però més tard es va convertir en una gran solista. Recordo que després del final de la Segona Guerra Mundial va actuar al gran espectacle del Gran Saló de la Llanterna. Allà va cantar cançons de Karel Hasler. Després va anar a classe de cant amb el mateix professor que jo. La professora va desenvolupar encara més el seu talent i es va fer un gran nom, convertint-se en una estrella.> | » |

— Standa Procházka